# Friedrich Paschen

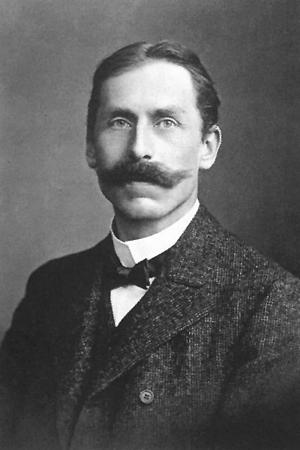
Friedrich Paschen

Louis Karl Heinrich Friedrich Paschen (ur. 22 stycznia 1865, zm. 25 lutego 1947) – niemiecki fizyk, znany ze swoich prac na temat wyładowań elektrycznych. Znany również z serii Paschena, którą opisał w 1908 roku. Opisał krzywą Paschena, wykorzystywaną do dziś, w swoim artykule "Über die zum Funkenübergang in Luft, Wasserstoff and Kohlensäure bei verschiedenen Drücken erforderliche Potentialdifferenz".

## Życie
Paschen urodził się w Schwerinie (Zwierzynie), Meklemburgia-Schwerin. Od 1884 do 1888 studiował na Uniwersytecie Humboldta w Berlinie i w Uniwersytecie w Strasburgu, po czym został asystentem na Uniwersytecie w Münsterze. Został profesorem na Uniwersytecie w Hanowerze w 1893 i profesorem fizyki na Uniwersytecie w Tybindze w 1901. Pełnił funkcję prezesa w Physikalisch-Technischen Reichsanstalt w 1924–33. Otrzymał tytuł doctora honoris causa Uniwersytetu w Berlinie w 1925. Wykładał tam aż do śmierci w 1947.
W latach 1936–1943 gościł w swoim domu w Berlinie chińską fizyczkę jądrową He Zehui podczas jej studiów na tamtejszym Uniwersytecie Technicznym i pracy badawczej w zakładach Siemensa, a następnie po wznowieniu alianckich nalotów bombowych na Berlin skierował ją do zespołu fizyki jądrowej Walthera Bothego w Heidelbergu.